# Siły Powietrzne Republiki Korei
Siły Powietrzne Republiki Korei (hangul 대한민국 공군, hancha 大韓民國 空軍, lat. Daehanminguk Gong-gun, ang. Republic of Korea Air Force, skr. ROKAF) – wojska lotnicze Korei Południowej, jeden z trzech rodzajów sił zbrojnych. Z racji sąsiedztwa od północy z Koreańską Republiką Ludowo-Demokratyczną Korea utrzymuje liczebne i nowoczesne lotnictwo, ponadto w Korei Południowej stacjonuje znaczny kontyngent wojskowy USA m.in. z samolotami F-16 i śmigłowcami AH-64 Apache.
W 1965 roku dotarło 16 sztuk F-5A oraz 4 maszyny szkolne. Korea stała się w kilka lat państwem o największej aktywności tych samolotów. Ogółem do 1972 roku dostarczono 88 F-5A, 20 F-5B oraz 8 RF-5A. W 1972 roku oddano do Wietnamu Południowego 36 samolotów. W rozliczeniu natomiast wypożyczono 18 samolotów F-4D Phantom II. Po upadku Wietnamu Południowego 19 samolotów wróciło do Korei. Dodatkowo przyleciały dwa samoloty od USAF. W 1974 roku otrzymano kolejne zamówione 16 sztuk F-5B. Większość została wycofana w 2005 roku, a większość sprzedano. Dowództwo wycofało samoloty starsze niż 35 lat i wymusiła o kwestia bezpieczeństwa w 2007 roku.
W ciągu ostatnich dwóch dekad zakupione za czasów zimnej wojny myśliwce Northrop F-5 Freedom Fighter i F-4D Phantom II zostały zastąpione przez samoloty KF-16 Fighting Falcon i F-15K Slam Eagle. Zakłady Korea Aerospace Industries rozwijają także rodzime samoloty, w tym szkolno-bojowe T-50 Golden Eagle oraz KF-X, który miałby zastąpić F-16.
We wrześniu 2013 roku poinformowano, że przetarg na nowe samoloty wielozadaniowe zostanie powtórzony. Rok później ogłoszono ostateczną decyzję o zakupie czterdziestu F-35A Lightningów II. W październiku 2014 roku rząd Republiki Korei zdecydował, że tylko połowa z zamówionych F-35A będzie w pełni uzbrojona. Jeszcze mniej będzie – w stosunku do potrzeb – części zamiennych. Do 2020 roku Korea rozbuduje potencjał lotnictwa, nabywając po raz pierwszy samoloty cysterny Airbus A330 MRTT.

## Organizacja
- Dowództwo Sił Powietrznych
  - Dowództwo Operacji Powietrznych
    - 5 Skrzydło Transportowego Lotnictwa Taktycznego w Pusan-Kimhae (ICAO RKPK / IATA PUS)
      - 251 Eskadra Wsparcia - C-130H i C-130H-30
      - 256 Eskadra Wsparcia - CN235-100M
      - 258 Eskadra Wsparcia - CN235 i CN235-100M-220M
      - 259 Eskadra Wsparcia latający - UH-60P

    - 15 Skrzydło Bazy Seoul w Seongnam (ICAO RKSM / IATA SSN)
      - 237 Eskadra Taktyczna - 20 KA-1
      - 255 Eskadra Operacji Specjalnych - C-130H
      - 257 Eskadra Taktycznego Lotnictwa Transportowego - C-130H

    - 35 Grupa Połączona
      - 296 Eskadra Specjalnego Lotnictwa Transportowego:
2 HS-748 (#1713 i 1718), 2 CN235-220M (#02-050 i 02-051), 1 737-3Z6 (#85-101), VH-60P i 3 S-92 (#05-035, 05-050 i 05-055)

    - 6 Grupa SAR

  - Północne Dowództwo Bojowe Sił Powietrznych
    - 8 Skrzydło myśliwskie w Wonju (ICAO RKNW / IATA WBJ)
      - 103 Eskadra Myśliwska - F-5E/F-5F/KF-5F
      - 207 Eskadra Myśliwska - KF-5E i KF-5F
      - 288 Eskadra - IAI Harpy
      - 239 Eskadra Specjalna Black Aerobatic Team Eagles - 10 T-50B

    - 10 Skrzydło Myśliwskie w Suwon (ICAO RKSW / IATA SWU)
      - 101 Eskadra Myśliwska - KF-5E/KF-5F/F-5F
      - 201 Eskadra Myśliwska - KF-5E/KF-5F/F-5F

    - 39 Grupa Rozpoznania Taktycznego
      - 131 Eskadra Rozpoznania Taktycznego - 17 RF-4C Phantom

    - 17 Skrzydło Myśliwskie w Cheongju (ICAO RKTU / IATA CJJ)
      - 152 Eskadra Myśliwska - F-4E
      - 153 Eskadra Myśliwska - F-4E
      - 156 Eskadra Myśliwska - F-4E

    - 29 Grupa Szkolenia i Postęp
      - 191 Eskadra Taktyczna - F-16C / D i KF-16C / D
      - 192 Eskadra Taktyczna - F-5E / F i KF-5E / F

    - 6 Grupa Search & Rescue
      - 233 Eskadra Combat Search & Rescue - Bell 412, Eurocopter AS532L/L2 Cougar i Sikorsky HH-60P
      - 235 Eskadra Combat Search & Rescue - Kamov HH-32 (KA-32T), Boeing Vertol HH-47D Chinook

    - 18 Skrzydło Myśliwskie w Gangneung (ICAO RKNN / IATA KAG)
    - 19 Skrzydło Myśliwskie Chungju (ICAO RKTU / IATA CJJ)
      - 161 Eskadra Myśliwska - F-16C / D (Block 32)
      - 162 Eskadra Myśliwska - F-16C / D (Block 32)
      - 155 Eskadra Myśliwska - KF-16C / D (Block 52)
      - 159 Eskadra Myśliwska - KF-16C / D (Block 52)

    - 20 Skrzydło Myśliwskie Seosan (ICAO RKTP)
      - 120 Eskadra Myśliwska - KF-16C / D (Block52)
      - 121 Eskadra Myśliwska - KF-16C / D (Block52)
      - 123 Eskadra Myśliwska - KF-16C / D (Block52)
      - 157 Eskadra Myśliwska - KF-16C / D (Block52)

  - Południowe Dowództwo Bojowe Sił Powietrznych
    - 1 Skrzydło Myśliwskie w Gwangju (ICAO RKJJ / IATA KWJ)
    - 11 Skrzydło Myśliwskie w Daegu (ICAO RKTN / IATA TAE)
      - 102 Eskadra Myśliwska - F-15K
      - 122 Eskadra Myśliwska - F-15K
      - 151 Eskadra Myśliwska - F-4D

    - 16 Skrzydło Myśliwskie w Jecheon, Gyeongsang Północny (ICAO RKTY / IATA YEC)
      - 202 Eskadra Myśliwska - F-5E/F-5F/KF-5F
      - 216 Eskadra Treningowa - 16 T-59 (BAe Hawk Mk.67)

    - 38 Grupa Myśliwska w Gunsan
      - 111 Eskadra Myśliwska - KF-16

  - Dowództwo Artylerii Przeciwlotniczej
    - 1 Brygada Artylerii Przeciwlotniczej
    - 2 Brygada Artylerii Przeciwlotniczej
    - 3 Brygada Artylerii Przeciwlotniczej

  - 30 Skrzydło Dozoru i Obrony Przeciwlotniczej w Osan Air Base (USAF) w Pyeongtaek (ICAO RKSO / IATA OSN)
  - Dowództwo Logistyczne
  - Dowództwa Edukacji i Szkolenia

## Wyposażenie

### Obecnie
| Boeing F-15K Slam Eagle              | Stany Zjednoczone                    | myśliwiec wielozadaniowy                          | F-15K                     | 59         | Zmodernizowana wersja F-15E Strike Eagle, odebrano 61 szt. od 2005 (zamówiono 40 i 21), ostatni dla zastąpienia egzemplarza utraconego w 2006. Drugi utracono w 2018. |
| Lockheed Martin F-16 Fighting Falcon | Stany Zjednoczone · Korea Południowa | myśliwiec wielozadaniowy                          | F-16C F-16D KF-16C KF-16D | 27 7 90 44 | Od 1986 zakupiono F-16 Block 32, od 1994 odebrano pod nazwą KF-16 120 F-16C/D Block 52, w tym 12 z USA, 36 zmontowano, 72 wyprodukowano na licencji.                  |
| Lockheed Martin F-35 Lightning II    | Stany Zjednoczone                    | myśliwiec wielozadaniowy                          | F-35A                     | 40/60      | 20 samolotów ma być dostarczane od 2023 roku. |
| KAI T-50 Golden Eagle                | Korea Południowa                     | lekki myśliwiec wielozadaniowy                    | FA-50                     | 60         | |
| McDonnell Douglas F-4 Phantom II     | Stany Zjednoczone                    | samolot myśliwsko-bombowy                         | F-4E                      | 68         | Będą zastąpione przez F-35A. |
| Northrop F-5 Tiger II                | Stany Zjednoczone · Korea Południowa | lekki samolot myśliwsko-bombowy                   | F-5E F-5F KF-5E KF-5F     | 151 35     | Odebrano 126 F-5E, 20 F-5F, 48 KF-5E, i 20 KF-5F, będą stopniowo zastępowane przez wersję myśliwską T-50 (zamówiono 20 FA-50, dostawy do 2014).                       |
| Samoloty rozpoznawcze                |                                      |                                                   |                           |            | |
| McDonnell Douglas F-4 Phantom II     | Stany Zjednoczone                    | fotorozpoznanie                                   | RF-4C                     | 16         | Ex-USA od 1989. |
| Boeing 737 AEW&C                     | Stany Zjednoczone                    | AWACS                                             | 737-700IGW                | 4          | Od 2011, program Peace Eye. |
| Hawker 800                           | Stany Zjednoczone                    | rozpoznawczeSIGINT                                | RH-800RARH-800SIG         | 4          | Od 2000, program Peace Pioneer i Peace Krypton. |
| KAI KT-1                             | Korea Południowa                     | obserwacyjne                                      | KA-1                      | 20         | |
| Samoloty transportowe i tankowce     |                                      |                                                   |                           |            | |
| Lockheed C-130 Hercules              | Stany Zjednoczone                    | średni transportowiec                             | C-130HC-130H-30C-130J-30  | 84         | 4 C-130H-30 w 1988, 8 C-130H w 1990, 4 C-130J-30 w 2014. |
| CASA CN-235                          | Hiszpania · Indonezja                | lekki transportowiec                              | CN-235-100MCN-235-220     | 128        | 12 od CASA od 1993 i 8 od IPTN od 2000, w tym dwa dla VIP, kolejne cztery patrolowe dla marynarki.                                                                    |
| Airbus A330 MRTT                     | Francja                              | transportowy/tankowiec                            |                           |            | Planowane cztery. |
| Boeing 737                           | Stany Zjednoczone                    | transport VIP                                     | 737-3Z8                   | 1          | |
| Boeing 747                           | Stany Zjednoczone                    | transport VIP                                     | 747-4B5                   | 1          | Samolot od Korean Air. |
| Hawker Siddeley HS 748               | Wielka Brytania                      | transport VIP                                     | HS.748                    | 2          | |
| Samoloty szkolno-treningowe          |                                      |                                                   |                           |            | |
| KAI T-50 Golden Eagle                | Korea Południowa                     | szkolenie zaawansowane akrobacyjny szkolno-bojowy | T-50 T-50B TA-50          | 49 9 22    | Rozwinięty z pomocą USA jako offset za F-16, T-50B w zespole akrobacyjnym Black Eagles.                                                                               |
| KAI KT-1 Woongbi                     | Korea Południowa                     | szkolenie podstawowe                              | KT-1                      | 106        | |
| Ił-103                               | Rosja                                | szkolenie wstępne                                 | T-103                     | 20         | Otrzymano 23, spłata długów. |
| Śmigłowce                            |                                      |                                                   |                           |            | |
| Bell 412                             | Stany Zjednoczone                    | SAR                                               |                           | 3          | |
| Boeing CH-47 Chinook                 | Stany Zjednoczone                    | CSAR                                              | HH-47D                    | 5          | |
| Sikorsky UH-60 Black Hawk            | Stany Zjednoczone · Korea Południowa | VIPSAR                                            | S-70A-22HH-60P            | 329        | |
| Sikorsky S-92                        | Stany Zjednoczone                    | VIP                                               | S-92A                     | 3          | Dostarczone w 2007 roku. |
| Ka-32                                | Rosja                                | SAR                                               | HH-32T                    | 7          | Za długi w 2003, kolejne 8 w straży wybrzeża od 1999. |
| Eurocopter Super Puma                | Francja                              | SAR                                               | AS332L                    | 2          | |

### Systemy przeciwlotnicze
| System          | Typ     | Wersja      | W służbie  | Uwagi |
| --------------- | ------- | ----------- | ---------- | --- |
| MIM-104 Patriot | SAM     | PAC-2 GEM/T | 6 baterii  | Ex-bundeswehra, 48 (36 operacyjnych) wyrzutni, 192 pociski, sprowadzone w 2008. W 2012 kolejne 62 pociski. |
| MIM-23 Hawk     | SAM     | HAWK-XXI    | 24 baterie | 600 pocisków MIM-23K; radar AN/MPQ-64 Sentinel.                                                            |
| MBDA Mistral    | MANPADS |             | 1000+      | 984 w 1993, 1742 w 1998, około 200-400 wyrzutni.                                                           |

### W przeszłości
|  |  |  |  |  |  |

| Samolot                          | Rok      | Typ                                 | Wersja        | Ilość | Uwagi |
| -------------------------------- | -------- | ----------------------------------- | ------------- | ----- | --- |
| Piper J-3 Cub                    | 1948     | treningowy                          | L-4           | 20    | L-4 Grasshopper, pierwszy samolot ROKAF.                                                                                            |
| North American T-6 Texan         | 1950     | treningowy                          | T-6G          | 10    | |
| North American P-51 Mustang      | 1950     | myśliwiec                           | F-51D         | 203   | |
| Cessna O-1 Bird Dog              | 1951     | obserwacyjny                        | O-1AO-1E      | 3014  | |
| Curtiss C-46 Commando            | 1955     | transport                           | C-46D         | 28    | |
| Douglas C-47 Skytrain            | 1955     | transport                           | C-47          | 15    | |
| Lockheed T-33 Shooting Star      | 1955     | treningowyrozpoznawczy              | T-33ART-33A   | 224   | Wycofane w 1992. |
| North American F-86 Sabre        | 1955     | myśliwiecrozpoznawczy               | F-86FRF-86F   | 11210 | Wycofane w 1990. |
| North American T-28 Trojan       | 1960     | treningowy                          | T-28A         | 33    | Wycofane w 1989. |
| North American F-86 Sabre        | 1961     | myśliwiec                           | F-86D         | 50    | Wycofane w 1972. |
| Northrop F-5 Freedom Fighter     | 1965     | myśliwiecszkolno-bojowyrozpoznawczy | F-5AF-5BRF-5A | 88308 | 36 F-5A i 8 RF-5A dla Wietnamskich SP, 5 RF-5A wróciły po upadku Sajgonu w 1975, wycofane w 2005, 8 F-5A przekazano Filipińskim SP. |
| Douglas C-54 Skymaster           | 1966     | transport                           | C-54          | 17    | Wycofane w 1992. |
| McDonnell Douglas F-4 Phantom II | 1969     | myśliwsko-bombowy                   | F-4D          | 92    | Wycofane w 2010, zastąpione przez F-15K.                                                                                            |
| Grumman S-2 Tracker              | 1970     | ZOP                                 | S-2A          | 26    | Przekazane w 1976 marynarce. |
| Cessna T-41 Mescalero            | 1972     | treningowy                          | T-41B         | 27    | Wycofane w 2006, 15 dla Filipińskich SP.                                                                                            |
| Cessna T-37 Tweet                | 1973     | treningowy                          | T-37C         | 55    | W tym 30 ex-Brazylijskich, wycofane w 2004.                                                                                         |
| Fairchild C-123 Provider         | 1973     | transport                           | C-123K        | 22    | Wycofane w 1994 |
| Cessna O-2 Skymaster             | 1974     | obserwacyjny                        | O-2A          | 14    | Wycofane w 2006 |
| Cessna A-37 Dragonfly            | 1976     | szturmowy                           | A-37B         | 20    | Wycofane w 2007, 8 A-37B dla Fuerza Aérea del Perú.                                                                                 |
| BAE Hawk                         | 1992     | treningowy                          | Mk.67         | 20    | Wycofane w 2013. |
| Northrop T-38 Talon              | 1999     | treningowy                          | T-38A         | 30    | Zwrócone USA w 2009. |
| Śmigłowce                        |          |                                     |               |       | |
| Sikorsky H-19 Chickasaw          | 1958     | transportowy                        | H-19D         | 30    | Wycofane w 1976. |
| Bell UH-1 Iroquois               | 19681971 | użytkowy                            | UH-1BUH-1N    | 256   | Wycofane w 1994.Wycofane w 2005. |